# Astragalus citoinflatus
Astragalus citoinflatus là một loài thực vật có hoa trong họ Đậu. Loài này được Bondarenko miêu tả khoa học đầu tiên.